# Almennyttigt Dansk Konversations-Lexikon
 Der er for få eller ingen kildehenvisninger i denne artikel, hvilket er et problem. Du kan hjælpe ved at angive troværdige kilder til de påstande, som fremføres i artiklen.

Almennyttigt dansk Konversations-Lexikon med undertitlen "over alt det Videværdigste i Naturen, Kunsten og Videnskaben, fra den ældste til den nyeste Tid, i alfabetisk Orden, efter Brochhaus's Tydske Original, nyeste Udgave : med udførligere Behandling af de Nordiske Riger og med Afbenyttelse af de bedste Kilder i forskiellig Retning" er et dansk leksikon, der blev udgivet i 8 bind fra 1849 til 1860. Leksikonet blev redigeret af Cand.theol. P. Larsen. 